# ミッキーマウス60周年記念
『ミッキーマウス60周年記念』（Mickey's 60th Birthday）は、1988年11月13日にNBCで放送されたアメリカ合衆国の『ミッキーマウス』の特別番組。日本では1993年11月7日には『夢みてディズニー ハッピー・バースデー!ミッキー』のタイトルでWOWOWでテレビスペシャルとして放送。

## 出演者
| 役名                    | 俳優・声優                 | 日本語吹替 |
| ----------------------- | -------------------------- | ---------- |
| ミッキーマウス          | ウェイン・オルウィン       | 青柳隆志   |
| ドナルドダック          | トニー・アンセルモ         | 山寺宏一   |
| ロジャー・ラビット      | チャールズ・フライシャー   | 山寺宏一   |
| チャーリー              | チャールズ・フライシャー   | 牛山茂     |
| 魔法使い                | ピーター・カレン           | 渡部猛     |
| ミニーマウス            | ルシー・テイラー           | 水谷優子   |
| メル・フェリーニ        | カール・ライナー           | 肝付兼太   |
| ダドリー・グッド        | ジョン・リッター           | 牛山茂     |
| ミア・ラウド            | ジル・アイケンベリー       | 高島雅羅   |
| マイケル・アイズナー    | マイケル・アイズナー       | 牛山茂     |
| アリソン・ロサティ      | アリソン・ロサティ         | 久川綾     |
| スー・シモンズ          | スー・シモンズ             | さとうあい |
| エド・マクマホン        | エド・マクマホン           | 大塚明夫   |
| アレックス・P・キートン | マイケル・J・フォックス    | 宮本充     |
| マロリー・キートン      | ジャスティン・ベイトマン   | 井上喜久子 |
| ジェニファー・キートン  | ティナ・ヨーザーズ         | 水谷優子   |
| アンドリュー・キートン  | ブライアン・ボンソール     | 川田妙子   |
| サム・マローン          | テッド・ダンソン           | 大塚明夫   |
| レベッカ・ホウ          | カースティ・アレイ         | 井上喜久子 |
| ‘ウッディ’・ボイド      | ウディ・ハレルソン         | 宮本充     |
| クリフ・クラヴィン      | ジョン・ラッツェンバーガー | 渡部猛     |
| フレイジャー・クレイン  | ケルシー・グラマー         | 牛山茂     |

- その他の声の吹き替え：稲葉実、江原正士、堀内賢雄

## 日本語版スタッフ
- 翻訳 - 岩本令
- 演出 - 佐藤敏夫
- 制作 - 東北新社